# 2022년 버밍엄어딩턴 재보궐선거
2022년 버밍엄어딩턴 재보궐선거(영어: 2022 Birmingham Erdington by-election)는 2022년 3월 3일 영국 의회의 버밍엄어딩턴 지역구에서 치러진 국회의원 재보궐선거이다. 1월 7일 전 노동당 의원 잭 드로미의 사망으로 치러지게 되었으며, 노동당의 폴레트 해밀턴 후보가 55.5% 득표율로 당선되었다.
이번 재보궐선거는 2004년 버밍엄호지힐 재보궐선거 이후 버밍엄시에서 열린 첫 국회의원 재보궐선거다. 투표율은 27%로 집계되었다.

## 배경
버밍엄어딩턴  (Birmingham Erdington) 지역구는 1974년 신설 이래 노동당 의원만 당선되어 온 텃밭 지역구에 속한다. 2010년 총선에서 당선된 잭 드로미 의원은 2015년, 2017년, 2019년 총선에서도 재선에 성공했다. 그러나 2022년 1월 7일 금요일 아침 버밍엄의 아파트에서 급사했다는 소식이 유족들로부터 전해졌다. 드로미 의원의 마지막 의정활동은 전날 오후 하원에서 아프간 난민의 영국 내 정착 방안에 대한 토론회에 참석한 것이었다.
재보궐선거 실시 공문은 1월 31일 발행되었으며, 유권자 등록 마감일은 2월 15일 오전 0시, 우편 투표 신청 마감일은 2월 16일 오후 5시로 정해졌다.

## 후보
노동당에서는 버밍엄 시의회 보건사회복지부문 내각의원인 폴레트 해밀턴(Paulette Hamilton)을 후보로 지명했다. 폴레트 해밀턴 후보는 애슐리 버티 (Ashley Bertie) 웨스트민스터 경찰범죄부청장을 상대로 한 가상대결에서 82표 대 32표로 후보로 지명되었다.
보수당에서는 지난 네 차례의 총선에서 노동당의 상대후보로 경쟁에 나섰던 로버트 앨든(Robert Alden)을 후보로 선출하였다.
영국 개혁당 (구 브렉시트당)은 버밍엄 우편배달부 잭 브룩스를 후보로, 자유민주당은 철도와 산업안전보건, 환경관리 분야에서 활동하는 리 다그(Lee Dargue)를 후보로 지명하였다.
녹색당은 지역 사업가인 쇼번 하퍼넌스 (Siobhan Harper-Nunes)를 후보로 지명하였으며, 마이클 러트위치 (Michael Lutwyche)가 무소속 후보로 출마하였다. 러트위치 후보는 버밍엄 술집 폭탄 테러 피해자를 지원하는 시민단체 'Justice-4-the-21' 소속이다.
노동조합 사회주의연맹 (TUSC)에서는 데이브 넬리스트 (Dave Nellist) 후보를 내세웠다. 넬리스트 후보는 1983년~1992년 코번트리사우스이스트 지역구의 노동당 소속 국회의원으로 활동하였다.
이밖에 정치풍자를 목적으로 데이비드 비숍 (David Bishop)도 군소후보로 출마하였다 비숍 후보는 하이스피드 2 (영국 고속철도 2단계 사업)의 백지화, 공중화장실 보존과 같은 진지한 정책뿐만 아니라 매춘업소를 합법화하여 연금수급자에게 20% 할인을 제공하자는 가벼운 정책도 내세웠다. 데이비드 비숍 후보는 선거 직후 2022년 12월에 사망하였다.

## 선거운동
선거운동이 끝날 무렵, GB 뉴스는 폴레트 해밀턴 노동당 후보가 지난 2015년 흑인들이 "이 나라에서 마땅히 얻어야 할 것"을 얻는 데 있어 민주적 투표와 봉기 사이에서 갈등을 겪고 있다는 발언을 했다고 보도했다. 발언이 논란이 되자 일부 보수당 의원들은 노동당이 해밀턴 후보의 당원자격을 정지시켜야 한다고 주장했으나, 노동당은 전후 맥락 없이 발언만 떼놓고 본 결과라며 맞섰다.

## 선거 결과

정당별 지지율 그래프

|  | 55.5% |

|  | 36.3% |

|  | 2.1% |

|  | 1.7% |

|  | 1.4% |

|  | 1.0% |

|  | 0.6% |

|  | 0.5% |

|  | 0.4% |

|  | 0.3% |

|  | 0.1% |

|  | 0.0% |

## 이전 선거 결과
|  | 50.3% |

|  | 40.1% |

|  | 4.1% |

|  | 3.7% |

|  | 1.8% |

## 참고자료
1. ↑  “Jack Dromey: Funeral held for veteran Erdington MP”. BBC News. 2022년 1월 31일. 2022년 1월 31일에 원본 문서에서 보존된 문서. 2022년 1월 31일에 확인함.
2. 1 2  Murray, Jessica (2022년 1월 7일). “Jack Dromey, Labour MP, dies aged 73”. 《The Guardian》. PA Media. 2022년 1월 7일에 원본 문서에서 보존된 문서. 2022년 1월 7일에 확인함.
3. ↑  “Jack Dromey: Birmingham 'will not be the same' without the veteran MP”. BBC News. 2022년 1월 8일. 2022년 1월 8일에 원본 문서에서 보존된 문서. 2022년 1월 8일에 확인함.
4. ↑  “Afghan Citizens Resettlement Scheme — [Rushanara Ali in the Chair]”. 《TheyWorkForYou》. 2022년 1월 6일. 2022년 1월 8일에 원본 문서에서 보존된 문서. 2022년 1월 8일에 확인함.
5. 1 2 3  “Birmingham Erdington by-election 2022: The candidates standing”. BBC News. 2022년 2월 6일. 2022년 2월 3일에 원본 문서에서 보존된 문서. 2022년 2월 7일에 확인함.
6. ↑  Haynes, Jane (2022년 1월 26일). “Birmingham could be in line for first black MP after Paulette Hamilton gets Erdington by-election nod”. 《Birmingham Mail》. 2022년 1월 27일에 원본 문서에서 보존된 문서. 2022년 1월 27일에 확인함.
7. ↑  “Erdington by-election: Conservatives pick Robert Alden as candidate” (영국 영어). BBC News. 2022년 2월 2일. 2022년 2월 2일에 원본 문서에서 보존된 문서. 2022년 2월 3일에 확인함.
8. ↑  “ELECTION NEWS: Green Party announce Siobhan Harper-Nunes as Erdington by-election candidate”. 《Erdington Local》. 2022년 2월 13일에 원본 문서에서 보존된 문서. 2022년 2월 7일에 확인함.
9. ↑  “ELECTION NEWS: Justice-4-the-21 campaigner, Michael Lutwyche, first independent to run for Erdington MP in March by-election”. 《Erdington Local》. 2022년 2월 1일에 원본 문서에서 보존된 문서. 2022년 2월 2일에 확인함.
10. ↑  “ELECTION NEWS: Dave Nellist to run for Erdington MP”. 《Erdington Local》. 2022년 1월 27일. 2022년 1월 27일에 원본 문서에서 보존된 문서. 2022년 1월 29일에 확인함.
11. ↑  “Dave Nellist to stand in the Birmingham Erdington by-election”. 《Trade Unionist and Socialist Coalition (TUSC)》. 2022년 1월 27일. 2022년 2월 1일에 원본 문서에서 보존된 문서. 2022년 2월 1일에 확인함.
12. ↑  Cardwell, Mark (2022년 2월 10일). “Erdington election - who's who of 12 candidates who want to be MP”. 《BirminghamLive》 (영어). 2022년 3월 2일에 원본 문서에서 보존된 문서. 2022년 3월 2일에 확인함.
13. ↑  “Kath Stanczyszyn - David Bishop - Militant Bus-Pass Elvis Party - BBC Sounds”. 《www.bbc.co.uk》 (영국 영어). 2022년 3월 2일에 원본 문서에서 보존된 문서. 2022년 3월 2일에 확인함.
14. ↑  Moore, Joel (2022년 12월 6일). “Tributes to satirist Lord Biro who 'brought entertainment' to politics”. 《NottinghamshireLive》 (영어). 2022년 12월 27일에 확인함.
15. ↑  Merrick, Rob (2022년 3월 2일). “Labour candidate suggested ‘an uprising’ might help black people more than democracy”. 《The Independent》. 2022년 3월 3일에 원본 문서에서 보존된 문서. 2022년 3월 3일에 확인함.
16. ↑  “Row over by-election Labour candidate's comments”. 《BBC News》. 2022년 3월 2일. 2022년 3월 4일에 원본 문서에서 보존된 문서. 2022년 3월 4일에 확인함.
17. ↑  “STATEMENT OF PERSONS NOMINATED AND NOTICE OF POLL” (PDF). Birmingham City Council. 2022년 2월 8일. 2022년 2월 8일에 원본 문서 (PDF)에서 보존된 문서. 2022년 2월 9일에 확인함.
18. ↑  “Birmingham Erdington Parliamentary by-election”. Birmingham City Council. 2022년 3월 3일. 2022년 3월 4일에 원본 문서에서 보존된 문서. 2022년 3월 4일에 확인함.
19. ↑  “Birmingham Erdington Parliamentary constituency”. BBC News. 2019년 4월 13일에 원본 문서에서 보존된 문서. 2019년 11월 30일에 확인함.